# Novosedlice
Novosedlice là một làng thuộc huyện Teplice, vùng Ústecký, Cộng hòa Séc.